# روي ماورو
روي ماورو (16 نوفمبر 1990 بأنتويرب في بلجيكا - ) هو لاعب كرة قدم بلجيكي في مركز الدفاع. لعب مع بيرسخوت إيه سي ونادي تورنهاوت وSportkring Sint-Niklaas ‏ وHoogstraten VV ‏.

## وصلات خارجية
- روي ماورو على موقع قاعدة بيانات كرة القدم.إي يو (الإنجليزية)
- روي ماورو على موقع Soccerway.com (الإنجليزية)